# Ауейк
Awake е българска рок група сформирана през 2002 г. в София. Предвождана от своя фронтмен и съосновател Иван Иванов, групата преминава през различни промени в състава си. Днес членовете на групата са Иван Иванов (вокал, китара), Желяз Железов (барабани), Андреа Саменго (китара) и Георги Георгиев (бас). Awake е позната с песни като „За нея“, Plain story, Little bliss, както и с участията си в трибют фестивала Seattle night.

## История
Официално признанието за музиката, създадена от Awake, идва през 2004 година. Тогава групата е удостоена с две награди от конкурса „БГ Таланти“ на БГ Радио, които спечелват на музикантите студиен запис и продуциране на първия им сингъл – песента „За нея“, както и реализацията на видеоклип. През 2005 г. Awake са избрани за „БГ Откритие“ при селекцията на Музикалните награди на БГ Радио, а песента „За нея“ се превръща в хит и е издадена в три български компилации.
След „За нея“ Awake, благодарение на компилацията Playlist, издава още една своя песен – „Тръпка“. Компилацията включва 15 песни на български алтърнатив групи, каквато най-общо е и Awake.
В края на 2005, групата се разделя с барабаниста си и на негово място идва Желяз Железов (бивш барабанист на групите Портокал и P.I.F.). Промяната е наложена от промяната в стилова насоченост. Awake втвърдява звученето си и насочва творчеството си към голямата сцена, загърбвайки свиренето на сет, изпълнен с кавъри на чужди песни. Този етап е белязан от издаването на втори сингъл в началото на 2006 – Plain story. Песента е на английски език и не постига широкия успех на „За нея“, но спечелва на групата много фенове на рок музиката. Песента се завърта основно в ефира на рок радиата в България и някои online радиа като Pulserated.com – Великобритания. Междувременно Awake набира скорост, свирейки на все по-голяма сцена и участвайки на всички престижни музикални фестивали в България, както и на Exit '06 /Сърбия/.
На 17 декември 2007 Awake реализира трети сингъл Little bliss, който дава и името на дебютния албум на групата, издаден по-късно същия месец. Албумът е продуциран от Pacific studio (собственост на барабаниста на групата) и съдържа 11 песни. Десет от тях са на английски език. Единствената песен на български е песента „Тръпка“, която е в различен от вече издадения аранжимент. Почти всички от парчетата са свирени пред публика на концертите на групата и са подбрани от повече от 40 общо. Изключение прави записаната в последния момент Verve. Песента е последна от плейлиста на албума и не е свирена наживо преди издаването на Little bliss.
С албума си Little bliss, Awake разкрива себе си като модерна рок група, повлияна от духа на класическия рок от 70-те и гръндж музиката от 90-те, търсеща своята идентичност в съвременния звук и визия.
Awake често свири в клубовете на София и провинцията, а също така взема участие във фестивали като „БеркРок“, „Рок в Рила“, Exit '06 с групи като Franz Ferdinand, The Cardigans, The Cult, Billy Idol и др., Аполония ’05, първото по рода си „Рок училище ’06“ в България (Сливен), Seattle night и др.

## Състав
- Иван Иванов – вокали, китара, автор на текстове
- Желяз Железов – барабани
- Андреа Саменго – китара
- Георги Георгиев – бас

## Дискография

### Албуми
- Little Bliss (2007)

1. Little bliss (4:12)
2. Let it go (3:58)
3. Plain story (3:36)
4. U can’t disappoint me (4:13)
5. Away (3:52)
6. Freedom (3:23)
7. 54 (4:55)
8. Awake (4:00)
9. Тръпка (3:43)
10. Self-opium (6:17)
11. Verve (3:31)

- Made to Roll (2010)

1. Joke (3:16)
2. Goner's Wish (3:29)
3. Way Down (3:47)
4. Square Heads (4:49)
5. Violet (5:20)
6. On To Something (3:52)
7. Booty Call (4:26)
8. Hot Chicks (3:43)
9. Sweet Taste Of Fire (5:08)
10. Black Haired Mess (5:32)
11. Violet /BG/ (5:20)

### Компилации
- Playlist (2005), продуцент „Строежа“
- „Любими песни за любими хора 04“ (2005), продуцент Метрорадио
- „Бг таланти част 2“ (2005), продуцент Метрорадио
- „Годишни музикални награди на Бг радио част 1“ (2005), продуцент Метрорадио / Каменица